# Hugo II de Jaffa
Hugo II de Jaffa (c. 1106-c. 1134), también llamado Hugo de Le Puiset, fue el primer conde de Jaffa en el Reino de Jerusalén. Nació en Apulia y llegó al reino cruzado en 1120, donde obtuvo Jaffa como herencia. El rey Balduino II, que era su primo, permitió a Hugo casarse con la rica viuda Emelota de Jericó en 1123; el matrimonio permitió a Hugo ejercer poder sobre las tierras en poder de Emelota y sus hijos menores, Eustaquio y Gualterio. Después de la muerte de Balduino II en 1131, Hugo entró en conflicto con el rey Fulco, sucesor de Balduino. Hugo se opuso a los intentos de Fulco de excluir a la reina Melisenda (esposa de Fulco y prima de Hugo) del poder y al reemplazo de Fulco de la nobleza establecida con recién llegados de Europa. Las tensiones escalaron hasta convertirse en una rebelión abierta en 1134 después de que su hijastro, Gualterio, lo acusara de alta traición. Hugo gozó de un amplio apoyo público hasta que buscó la ayuda de los egipcios, el archienemigo de los cruzados. Tras aceptar un exilio de tres años, Hugo sobrevivió a un intento de asesinato, ampliamente atribuido a Fulco. Posteriormente regresó a Apulia, donde falleció.

## Juventud
Los padres de Hugo, Hugo II de Le Puiset (también conocido como Hugo I de Jaffa) y Mabel de Roucy, dejaron Chartres en Francia para unirse a la campaña militar organizada en 1106 por el príncipe Bohemundo de Tarento, que era medio hermano de la madre de Mabel, Sibila. Mabel estaba embarazada cuando partieron y dio a luz a Hugo en Apulia. El historiador Hans Eberhard Mayer data el nacimiento de Hugo en el período entre 1106 y 1110. El padre de Hugo ayudó a Bohemundo en su guerra y luego viajó al Reino de Jerusalén, un estado cruzado establecido en el Levante después de la derrota de los gobernantes musulmanes de la región durante la primera cruzada en 1098-99. Como un recién nacido no podía soportar semejante viaje, el joven Hugo fue dejado en Apulia al cuidado de su tío abuelo Bohemundo.
A su llegada al Levante, el padre de Hugo recibió la ciudad de Jaffa como feudo para él y sus herederos. El arzobispo Guillermo de Tiro, que narra la historia, dice que el rey de Jerusalén que enfeudó al padre de Hugo fue Balduino II (r. 1118–1131), primo hermano del mayor Hugo; pero debido a cuestiones cronológicas, Mayer concluye que este rey era en realidad Balduino I (r. 1100–1118). Mayer estima que el padre de Hugo II, Hugo I, falleció a mediados de 1112. Hugo II nunca lo conoció. El rey de Jerusalén dispuso entonces que la madre de Hugo, Mabel, se casara con Alberto de Namur, y la pareja asumió el gobierno de Jaffa. Murieron poco después. Hugo II, criado en Apulia como normando del sur de Italia, llegó al Levante para reclamar su herencia el 31 de enero de 1120 y obtuvo debidamente Jaffa.

## Carrera

### Ascenso al poder
Eustaquio Grenier, señor de Sidón y Cesarea, murió el 15 de junio de 1123. Hugo se casó con la viuda de Eustaquio, Emelota, el mismo año, aunque se consideraba impropio que una viuda se volviera a casar antes de que hubiera pasado un año desde la muerte de su marido. Que el rey Balduino II permitiera un matrimonio tan ventajoso le sugiere al historiador Malcolm Barber que Hugo gozaba del favor real. Emelota era la sobrina del antiguo patriarca latino de Jerusalén, Arnulfo de Chocques, quien la hizo considerablemente rica cuando le dio la ciudad y el oasis de Jericó tras su matrimonio con Eustaquio. Los hijos gemelos de Emelota y Eustaquio, Eustaquio II y Gualterio I, heredaron los señoríos de Sidón y Cesarea respectivamente. La evidencia de la carta muestra que Hugo administró Jericó en nombre de su esposa y sus hijos; Dado que sus hijastros eran menores de edad, Mayer presume que Hugo debió administrar Sidón y Cesarea también en nombre de ellos. Esto significaría que Hugo controlaba gran parte de la costa del reino. En cualquier caso, los gemelos vivían en Jaffa con Hugo y Emelota. Eustaquio II había fallecido en 1131, pero Gualterio, quien alcanzó la mayoría de edad en 1128, no recibió Sidón. Mayer presume que Hugo conservó Sidón.

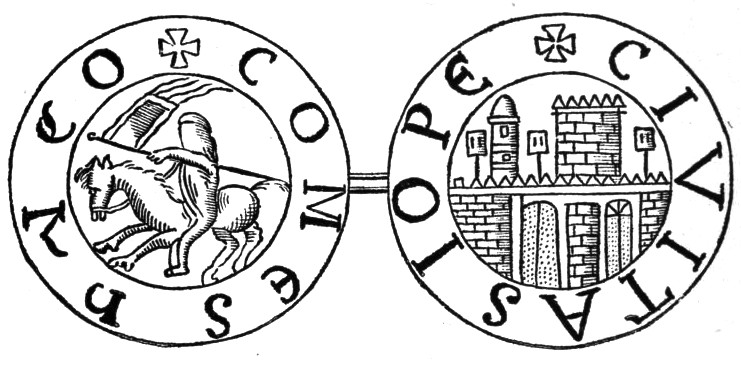
Hugo, representado a caballo, fue uno de los primeros vasallos del Reino de Jerusalén en utilizar un sello.

La vida de Hugo a lo largo del reinado de Balduino II fue bastante tranquila. Él y su esposa tomaron parte activa en la vida pública del reino, emitiendo cartas y presenciando las emitidas por el rey y otros notables. Hugo fue el mayor señor del reino después del príncipe de Galilea. Las cartas emitidas por él y su séquito apuntan a su gran ambición: empleó los títulos de comes y princeps de Jaffa y se hizo nombrar cónsul de Jaffa por sus hombres. Mayer interpreta este último título como una imitación del estilo de los poderosos condes de Anjou. También señala que no había otros condes en el reino y argumenta que el título condal debe haber invitado a la comparación con los condes de Trípoli y Edesa, que eran gobernantes independientes de los estados cruzados vecinos. Mayer sospecha que Hugo aspiraba a una autonomía similar. Junto con otro primo del rey, Joscelino de Courtenay, señor de Tiberíades, Hugo fue uno de los primeros señores del reino en autenticar documentos usando su propio sello; el sello de Hugo lo identifica como comes hugo. El historiador Alan V. Murray ve en esto un «ejemplo notable de autoafirmación señorial». El gobierno real se refería sistemáticamente a Hugo simplemente como dominus, pero no pudo impedir su adopción unilateral de los títulos superiores. Su séquito era numeroso: además de sus vasallos, contaba con su propio senescal, un canciller, un mariscal y un condestable, Barisan el Viejo. Los nombres de algunos de estos hombres, en opinión de Mayer, indican que Hugo se rodeó de normandos.
En 1126 y 1127, Hugo donó tierras y propiedades en Ascalón a los Caballeros Hospitalarios y a la Abadía de Santa María del Valle de Jehosafat, de la cual su tío Guilduino de Le Puiset era abad. Sin embargo, Ascalón aún no había sido conquistado del Egipto fatimí. La intención original era que Ascalón se agregara al dominio real una vez que hubiera sido tomado. Debido a que el rey Balduino aparentemente aprobó estas dotaciones – y confirmó el regalo a la abadía – el historiador Jonathan Riley-Smith concluye que Ascalón fue prometida a Hugo a fines de 1125; a cambio, es posible que se esperara que Hugo mantuviera la presión militar sobre la ciudad o incluso liderara su eventual captura.

### Rebelión
Tras la muerte de Balduino II en 1131, su yerno Fulco de Anjou y su hija Melisenda fueron coronados rey y reina. Inicialmente, Fulco intentó gobernar sin Melisenda, y Mayer sugiere que esto dividió a los nobles del reino. Según Mayer, Hugo habría sido el líder del partido que defendía el derecho de la reina a una participación en el gobierno porque eran primos segundos y porque debía su ascenso al padre de ella. Fulco también estaba reemplazando activamente a la antigua nobleza del reino con recién llegados de su Anjou natal. Los normandos, que habían disfrutado de altos cargos bajo Balduino II, fueron especialmente atacados; eran vecinos y enemigos de larga data de los condes de Anjou. Mayer cree que Fulco no podía tolerar el establecimiento de otro estado cruzado a expensas del reino—ambición quizás señalada por la asunción unilateral de títulos grandiosos por parte de Hugo— mientras que Melisenda podría haber estado dispuesta a permitirlo a cambio del apoyo de Hugo en su intento de obtener el poder. Además, Riley-Smith propone que la embajada egipcia recibida por Fulco en 1131 puede haber ofrecido una tregua y la rendición de Ascalón; Fulco entonces rechazó la oferta o presionó para obtener más de lo que los egipcios estaban dispuestos a conceder, dejando a Hugo privado de la ciudad que se le había prometido.
Guillermo de Tiro registró los rumores de que Hugo mantenía una relación extramatrimonial con la reina, y que su relación enfureció al rey. Mayer argumenta que el propio Guillermo no lo creía, y que la presencia constante de su familia y cortesanos habría hecho extremadamente difícil para una reina medieval mantener una aventura amorosa secreta. El historiador Bernard Hamilton señala que el clero y el público apoyaron a Melisenda, lo que no habría sido así si ella hubiera sido infiel. Mayer sospecha que fue Fulco quien urdió los rumores en un esfuerzo por vencer tanto a Hugo como a Melisenda.
En julio de 1134, Hugo visitó a la hermana de Melisenda, la princesa Alicia de Antioquía, en Laodicea. Alicia estaba enfrascada en su propia lucha con Fulco, quien le impedía gobernar Antioquía. Mayer sugiere que ambos podrían haber conspirado contra Fulco. Las tensiones llegaron a un punto crítico más tarde ese año cuando el hijastro de Hugo, Gualterio, acusó públicamente a Hugo en la curia regis de lesa majestad y conspiración para asesinar al rey. Guillermo dice que Fulco incitó a Gualterio a hacer esta acusación. Hugo negó la acusación. Guillermo narra que algunas personas no estaban convencidas de que Hugo tuviera un romance con Melisenda, pero admitieron que Hugo se negó a obedecer a Fulco. Entonces, Gualterio retó a Hugo a un juicio por combate. Se retiró de la corte a Jaffa y no se presentó el día designado; El historiador Steven Runciman sugiere que la condesa Emelota, temerosa de perder a su esposo o hijo, o la reina Melisenda, podrían haberlo inducido a mantenerse alejado. Debido a su ausencia, fue declarado culpable en rebeldía. Un vasallo condenado por traición podía tener su feudo confiscado. Román de Le Puy, otro poderoso señor, se unió a la causa de Hugo.
En su desesperación, Hugo navegó a Ascalón y apeló a su guarnición egipcia en busca de ayuda. Una alianza con los musulmanes no era en sí misma impactante, pero cuando los egipcios procedieron a asaltar el reino hasta Arsuf, la imagen pública de Hugo fue destruida. Su condestable, Barisan el Viejo, y otros vasallos, que hasta entonces habían apoyado a Hugo, abandonaron sus feudos y se unieron al rey. El rey entonces sitió Jaffa hasta que intervino el patriarca, Guillermo de Malinas. Se acordó que el conde y sus seguidores restantes serían exiliados durante tres años y que los ingresos de sus feudos serían disfrutados por el rey durante ese tiempo. Después de tres años, se permitiría a los rebeldes regresar, y Jaffa sería restituida a Hugo. Debido a que la ley permitía una confiscación permanente, Riley-Smith considera que esta sentencia fue extraordinariamente indulgente.

## Intento de asesinato y exilio
Tras pronunciarse la sentencia, Hugo esperó en Jerusalén un barco que lo llevara a Europa. Una noche, mientras jugaba a los dados en la Calle de los Peleteros, fue apuñalado por un caballero bretón. Sobrevivió y se le permitió permanecer en el reino hasta recuperarse. El intento de asesinato causó una gran conmoción en la ciudad, y el público simpatizó con Hugo. Se sospechaba ampliamente que Fulco lo había ordenado; la muerte de Hugo eludiría el acuerdo de compromiso y dejaría sus tierras permanentemente en el dominio del rey. El caballero fue juzgado y condenado a mutilación; nunca implicó al rey, admitiendo únicamente que esperaba obtener el favor real. Guillermo de Tiro escribió que así se salvó la reputación del rey, pero Mayer argumenta que quedó gravemente dañada. La reina estaba furiosa: persiguió con tal severidad a todos los que se habían aliado con su esposo contra Hugo, que evitaban estar en su presencia o en reuniones públicas.
Hugo finalmente partió hacia Apulia, donde el rey Roger II de Sicilia le concedió el señorío de Gargano. Murió poco después, posiblemente a causa de las secuelas de sus heridas. Según el traductor francés del siglo XIII de Guillermo de Tiro, Melisenda lamentó durante mucho tiempo que él hubiera muerto «por ella». Estaba tan furiosa por el trato de Fulco a Hugo y el desprecio a su honor, que Fulco temió por su vida, y los partidarios de Fulco no se atrevieron a comparecer en presencia de ella. Fulco y los sucesivos reyes de Jerusalén tomaron medidas para impedir el ascenso de otro poderoso conde de Jaffa: se erigieron varios señoríos menores para los antiguos vasallos de Hugo, y el condado permaneció en la familia real durante el resto del siglo XII.